# Die Schatzinsel (1950)
Die Schatzinsel (Originaltitel: Treasure Island) ist ein Disney-Abenteuerfilm aus dem Jahr 1950 und damit eine der vielen Verfilmungen des Romans Die Schatzinsel von Robert Louis Stevenson. In dem Film spielen der britische Schauspieler Robert Newton den bösen Long John Silver und Kinderstar Bobby Driscoll Jim Hawkins.

## Handlung
1765, Westküste von England: Jim Hawkins, ein Junge aus der Nähe von Bristol, findet eine alte Schatzkarte. Diese hat er von dem alten Seefahrer Bill Bones, der nach mehreren Angriffen auf seine Person eines Abends tot zusammenbricht. Jim erfährt, dass es sich bei der Landkarte um die des legendären Piratenkapitäns Flint handelt. Nun ist Jim voller Tatendrang, den Schatz, der auf der Karte beschrieben ist, zu finden.
Zusammen mit Squire Trelawney, einem Gutsherren, dem Arzt Doctor Livesey und Mr. Smollet, einem Schiffskapitän aus der Bekanntschaft macht sich Jim auf, den Schatz zu suchen. Mit einem Schiff namens Hispaniola wollen die Schatzsucher in die Karibik gelangen. Was sie nicht wissen, ist, dass sich an Bord der Hispaniola auch ehemalige Matrosen von Kapitän Flint befinden. Ebenfalls mit an Bord ist einer der Anführer der Piraten von Flint, der Schiffskoch Long John Silver. Silver freundet sich mit Jim Hawkins an, in der Hoffnung, er könne Jim die Schatzkarte abluchsen und den Schatz allein finden. Jim weiß nicht, wer Silver ist, und schenkt diesem Vertrauen. Nachdem er sich in einem Fass versteckt hat, hört er ein Gespräch zwischen Silver und den Matrosen, die sich über das Komplott beraten. Jim berichtet daraufhin dem Squire Trelawney, Livsey und Smolett von seinem Erlebnis. Eine Rückkehr ist jedoch nicht mehr möglich.
Kurz nachdem die Hispaniola die ominöse Insel erreicht, bricht eine Meuterei unter den Piraten aus. Kapitän Smollet, Livesey, Trelawney können jedoch vom Schiff fliehen und sich auf der Insel vor den Meuterern in einem alten Lager verstecken. Silver nimmt Jim als Geisel um ihn als Druckmittel gegen die Schatzkarte zu benutzen. Doch der Junge kann den Piraten entkommen und flieht völlig enttäuscht von seinem Freund Silver in den Wald der Insel. Dort trifft er auf den einzigen Inselbewohner Ben Gunn, der vor fünf Jahren von Silver auf der Insel ausgesetzt wurde. Dieser bringt ihn zum Fort seiner Freunde und verhilft ihm zudem zu einem kleinen Boot, mit dem Jim später zur Hispaniola schwimmt und das Schiff auf Sand setzen kann, um die Flucht der Piraten zu verhindern.
Die beiden Parteien sind nun in zwei Lager gespalten und bekriegen sich, um in den Besitz der Schatzkarte zu gelangen, wobei es auf beiden Seiten zu Verlusten kommt. Jim gerät nun zwischen die Fronten und fällt erneut in die Hände der Piraten. Silver, dem seine Männer schon anfingen zu misstrauen, kann Jim die Schatzkarte abnehmen und die Piraten nun zum Ort führen, wo sich der Schatz befindet. Doch dort finden sie nur ein einziges Goldstück; der Schatz ist verschwunden. Als die Situation eskaliert, kommen Smollet, Trelawney, Livesey und Ben Gunn zu Hilfe, die die übrigen Piraten erschießen. Ben Gunn führt die Gruppe nun zum Ort, wo sich der Schatz befindet, den er schon während seiner Zeit auf der Insel gefunden und in Sicherheit gebracht hatte.
Long John Silver, der in England seine Strafe erhalten soll, kann zuletzt durch Jims Hilfe entkommen und flieht aufs Meer mit einem gestohlenen Beiboot.

## Hintergrund
Die Schatzinsel war der erste komplette Realfilm der Walt Disney Company, die zuvor hauptsächlich auf Zeichentrickfilme spezialisiert war. Es war außerdem die erste Verfilmung von Stevensons Roman als Farbfilm. Der Film wurde ausschließlich in England gedreht: Ein Teil des Filmes entstand auf einer Studiobühne vor gemalten Kulissen in den Denham Film Studios in Buckinghamshire. Außenaufnahmen wurden in Grafschaften Cornwall und Devon sowie in Bristol gemacht.
Für den damals 13-jährigen Kinderstar Bobby Driscoll bedeutete dieser außerordentlich erfolgreiche Film die letzte große Rolle seiner Karriere, die von da an zunehmend einschlief; er spielte nur noch in zweitklassigen Filmen und starb 1968 an den Folgen seines jahrelangen Drogenkonsums. Der Film kam erst über ein Jahr nach dem Dreh in die Kinos; in Deutschland lief er erst im Dezember 1951 an.

## Synchronisation
Die deutschsprachige Synchronfassung entstand zur deutschen Kinopremiere 1951 bei der RKO Synchron Abteilung, Berlin.
| Rolle               | Darsteller         | Synchronsprecher                   |
| ------------------- | ------------------ | ---------------------------------- |
| Jim Hawkins         | Bobby Driscoll     | Michael Günther oder Mario Doerner |
| Long John Silver    | Robert Newton      | Eduard Wandrey                     |
| Dr. Livesey         | Denis O’Dea        | Hans Emons                         |
| Squire Trelawney    | Walter Fitzgerald  | Hans Hessling                      |
| Kapitän Smollet     | Basil Sydney       | Siegfried Schürenberg              |
| George Merry        | Ralph Truman       | Ernst Wilhelm Borchert             |
| Kapitän Billy Bones | Finlay Currie      | Victor Janson                      |
| Ben Gunn            | Geoffrey Wilkinson | Walter Werner                      |
| Israel Hands        | Geoffrey Keen      | Werner Peters                      |
| Maat Arrow          | David Davies       | Herbert Wilk                       |

## Kritiken
Diese Verfilmung von Die Schatzinsel aus dem Jahre 1950 wird bis heute meistens mit positiven Kritiken bedacht. Das Lexikon des internationalen Films schrieb: „Spannend und effektvoll gemachter, in der Hauptrolle prächtig gespielter Abenteuerfilm.“ Prisma befand, der Film sei eine „exzellent in Szene gesetzte Variante, die sich zwar nicht vollkommen an die literarische Vorlage hält, aber mit guten Darstellern (besonders Robert Newton in der Rolle des Long John Silver), hervorragender Ausstattung und gelungener Fotografie überzeugt.“ Der US-amerikanische Filmkritiker Leonard Maltin gab dem Film dreieinhalb von vier Sternen: „Lebhafte Disney-Verfilmung von Robert Louis Stevensons Klassiker, gedreht in England, mit Driscoll als feinem Jim Hawkins und Newton als die definitive Verkörperung von Long John Silver. Verändert zwar das Romanende, aber wer kann sich da noch beschweren?“